# مارتين أورانجا
مارتين أورانجا (بالإسبانية: Martín Uranga)‏ هو لاعب كرة قدم أرجنتيني، ولد في 5 فبراير 1980 في روساريو في الأرجنتين. لعب مع نادي بالستينو.

## وصلات خارجية
- مارتين أورانجا على موقع قاعدة بيانات كرة القدم.إي يو (الإنجليزية)
- مارتين أورانجا على موقع Soccerway.com (الإنجليزية)